# Vonokvětka
Vonokvětka (Osmanthus) je rod rostlin patřící do čeledě olivovníkovité (Oleaceae). Jsou to dřeviny s jednoduchými vstřícnými listy a bílými nebo žlutavými květy. Plodem je peckovice. Rod zahrnuje 28 druhů a je rozšířen v Asii. Vonokvětka libovonná je zdrojem vonné silice a její květy jsou v Číně používány k aromatizaci čaje. Některé druhy jsou pěstovány jako okrasné keře. V České republice jsou pěstovány zejména různé kultivary vonokvětky cesmínolisté.

## Popis
Vonokvětky jsou stálezelené keře a malé stromy. Listy jsou jednoduché, vstřícné, řapíkaté, s celokrajnou nebo na okraji pilovitou čepelí. Listy jsou na ploče obvykle žláznatě tečkované.
Květy jsou oboupohlavné nebo jednopohlavné, uspořádané ve svazečcích v úžlabí listů nebo v krátkých vrcholových či úžlabních latách.
Kalich je zvonkovitý, zakončený 4 laloky. Koruna je obvykle bílá nebo žlutavá, zvonkovitá, válcovitá nebo baňkovitá. Korunní lístky mohou být téměř zcela srostlé nebo až téměř k bázi volné.
Tyčinky jsou většinou 2 nebo řidčeji 4 a jsou přirostlé v horní polovině korunní trubky. Semeník je svrchní, srostlý ze dvou plodolistů, v nichž je po 2 vajíčkách. Čnělka je hlavatá nebo dvouklaná. Plodem je peckovice.

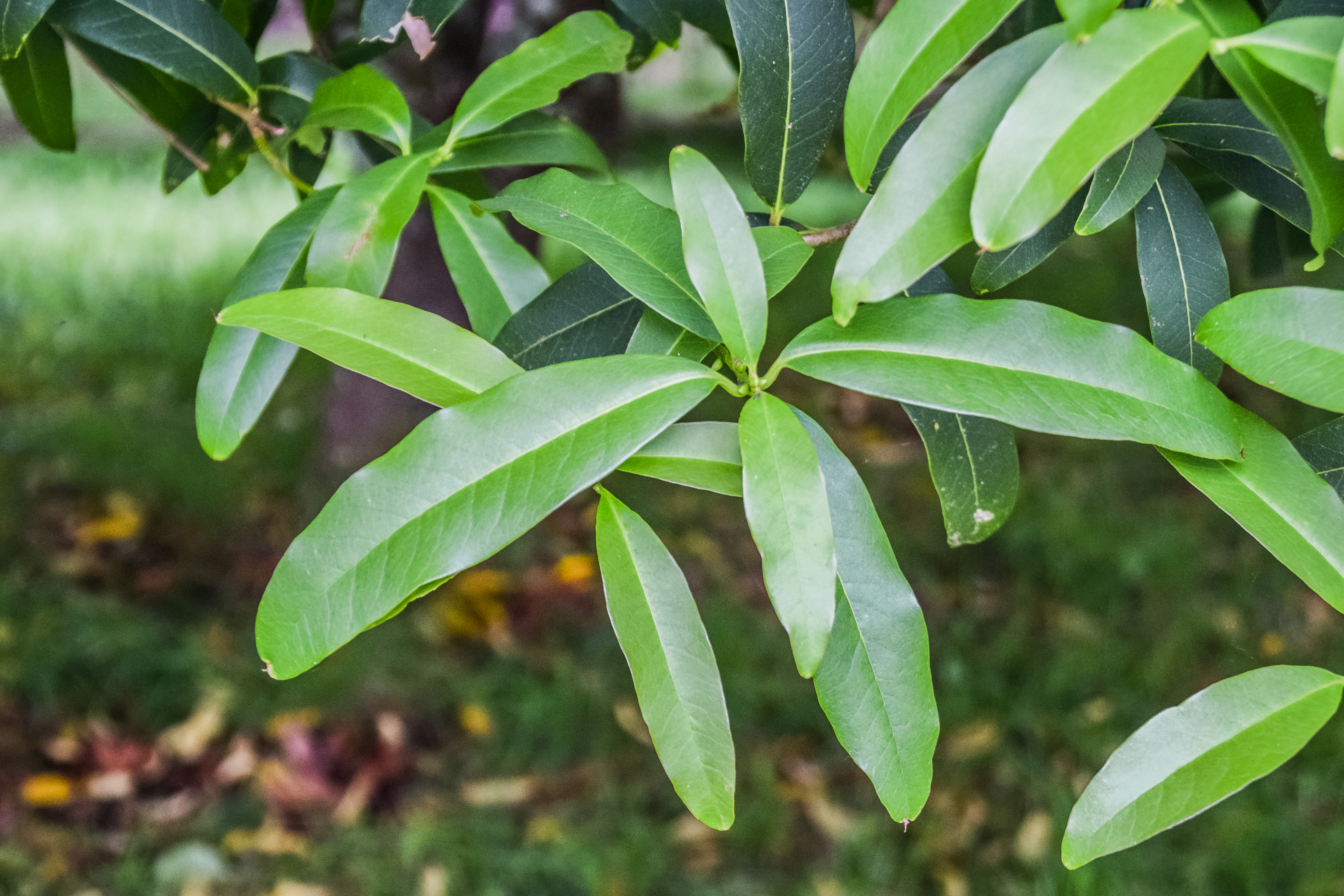
Listy Osmanthus yunnanensis
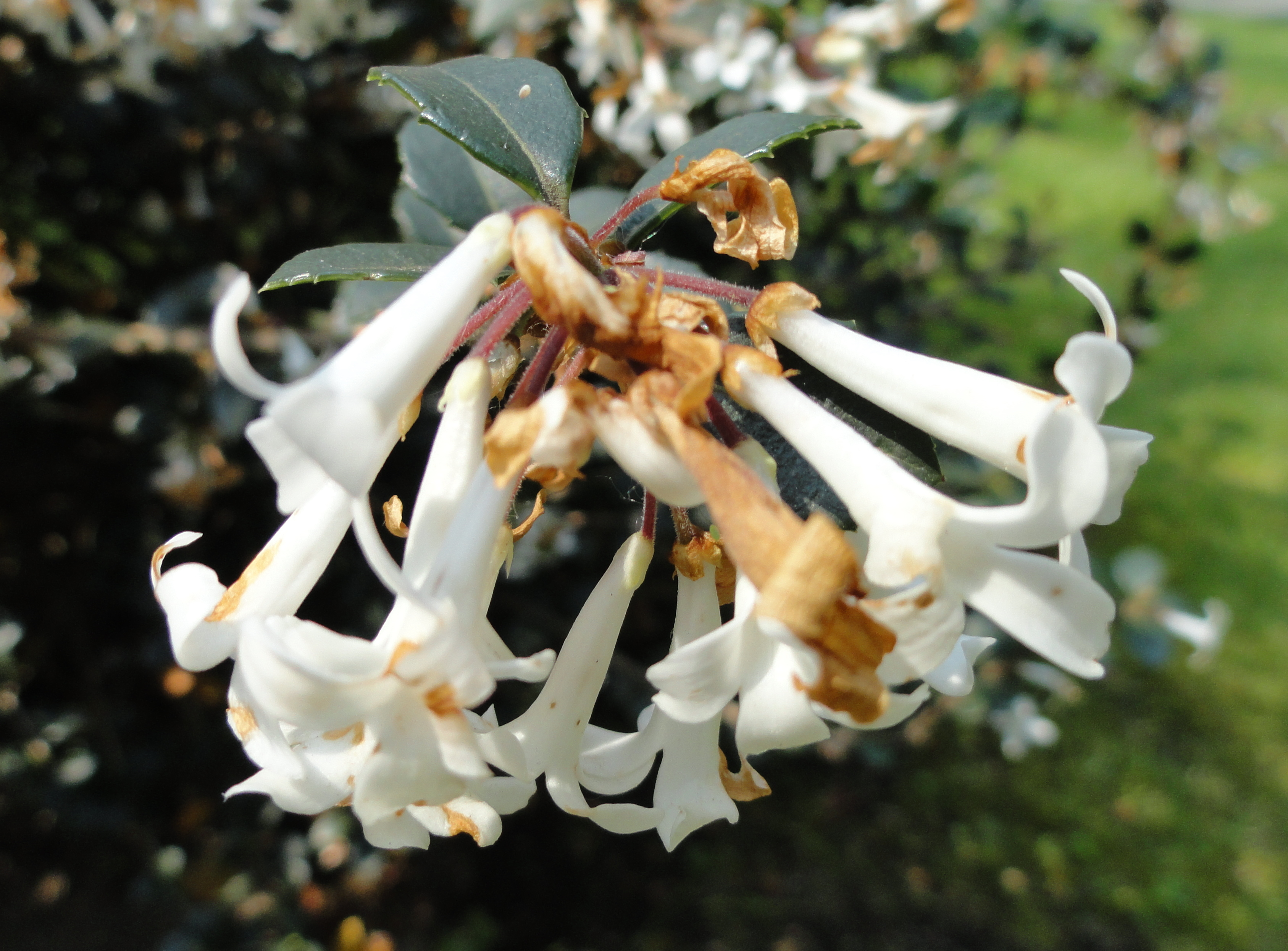
Květy Osmanthus delavayi
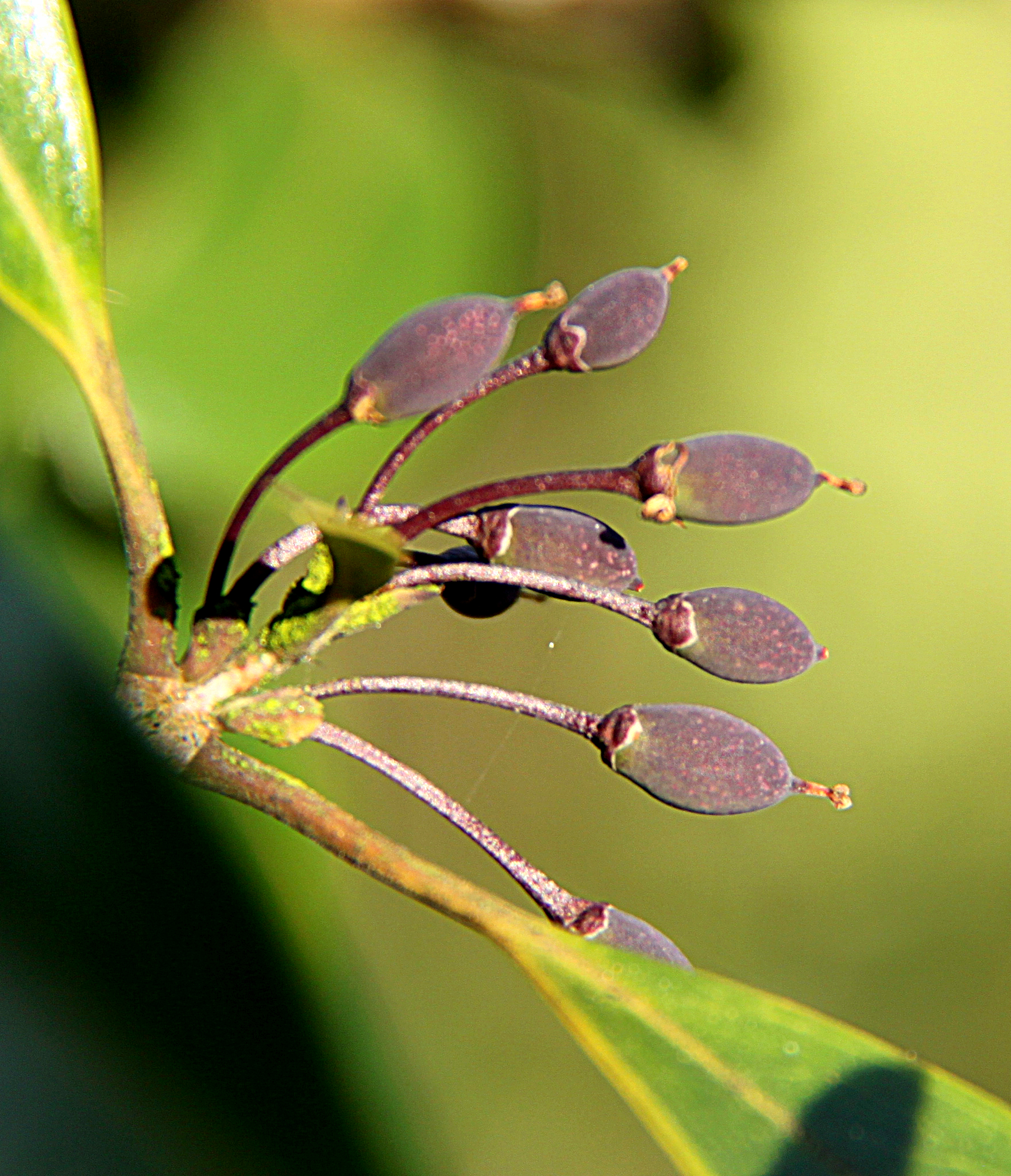
Plody vonokvětky cesmínolisté

## Rozšíření
Rod zahrnuje asi 28 druhů. Centrum rozšíření je v Číně a na Tchaj-wanu, odkud je uváděno 23 druhů, z toho 18 endemických. Největší areál má vonokvětka libovonná (Osmanthus fragrans), která je rozšířena od západního Himálaje přes Čínu po Japonsko a na jih po Indočínu. Vonokvětka ozdobná (O. decorus) se jako jediný druh vyskytuje v západní Asii: v Turecku a na Kavkaze. Tři druhy jsou endemity Nové Kaledonie.

## Zástupci
- vonokvětka americká (Osmanthus americanus)
- vonokvětka Burkwoodova (Osmanthus × burkwoodii, syn. ×Osmarea burkwoodii)
- vonokvětka cesmínolistá (Osmanthus heterophyllus)
- vonokvětka libovonná (Osmanthus fragrans)
- vonokvětka ozdobná (Osmanthus decorus, syn. Phillyrea vilmoriniana)[3]

## Význam

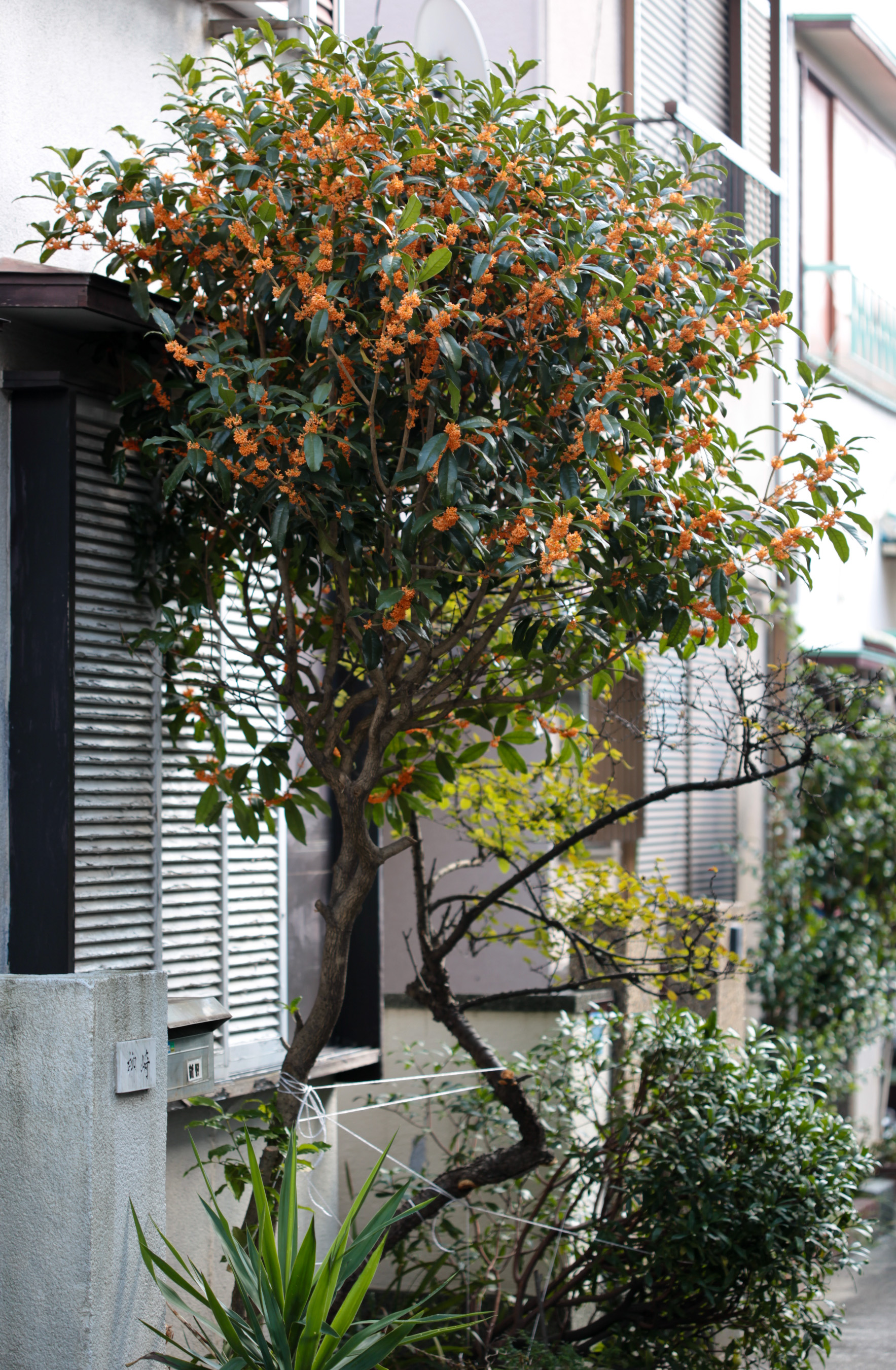
Vonokvětka liovonná jako okrasná dřevina v Japonsku

Některé druhy jsou pěstovány i v České republice jako okrasné keře. Nejčastěji je vysazována vonokvětka cesmínolistá (Osmanthus heterophyllus), která je dostupná i v různých okrasných kultivarech.
Vonokvětku druhu Osmanthus heterophyllus lze v ČR použít jako okrasnou rostlinu. Je to efektní solitéra. Vonokvětka ozdobná (Osmanthus decorus) je vhodná do živých plotů.

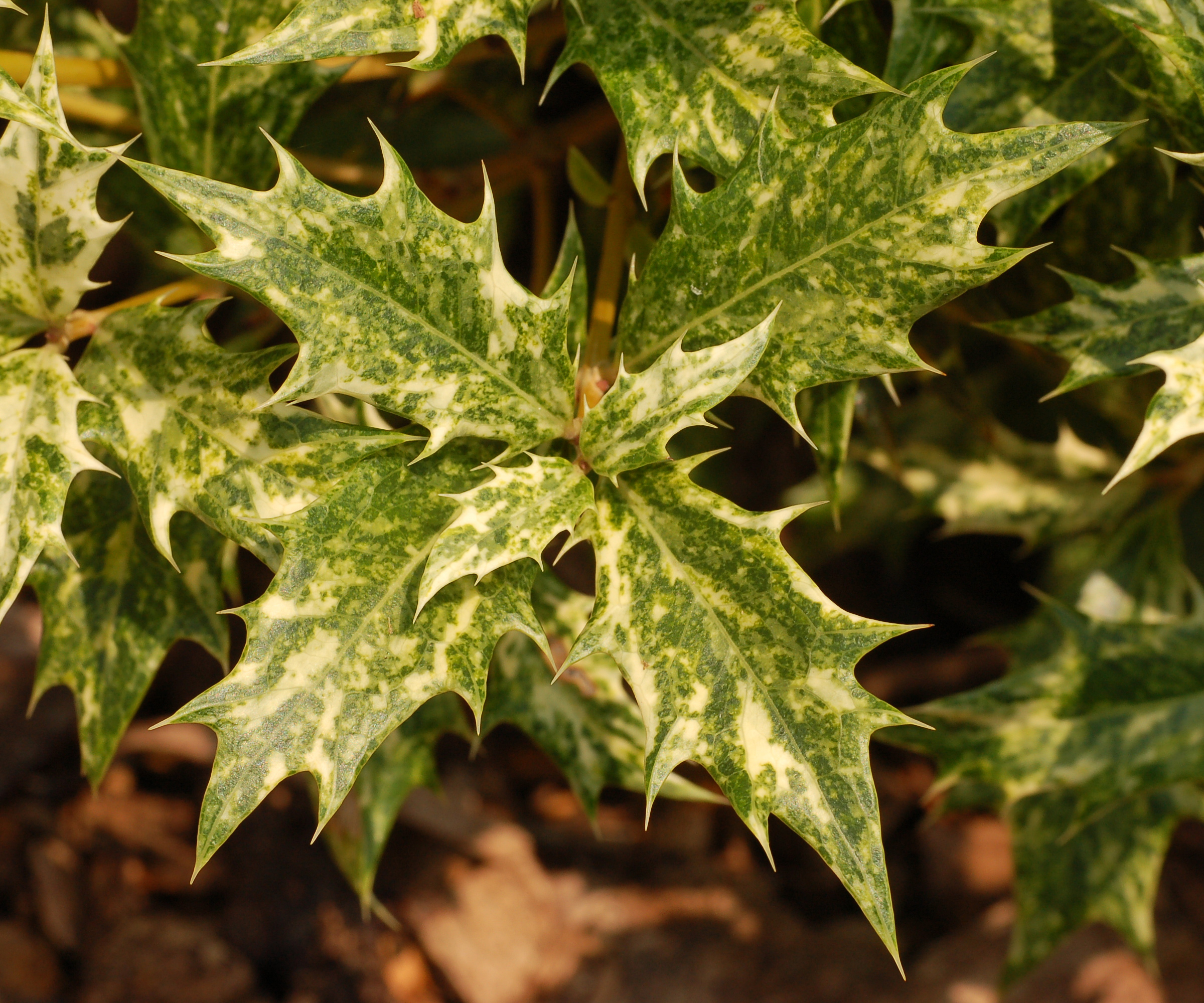
Vonokvětka cesmínolistá 'Goshiki'
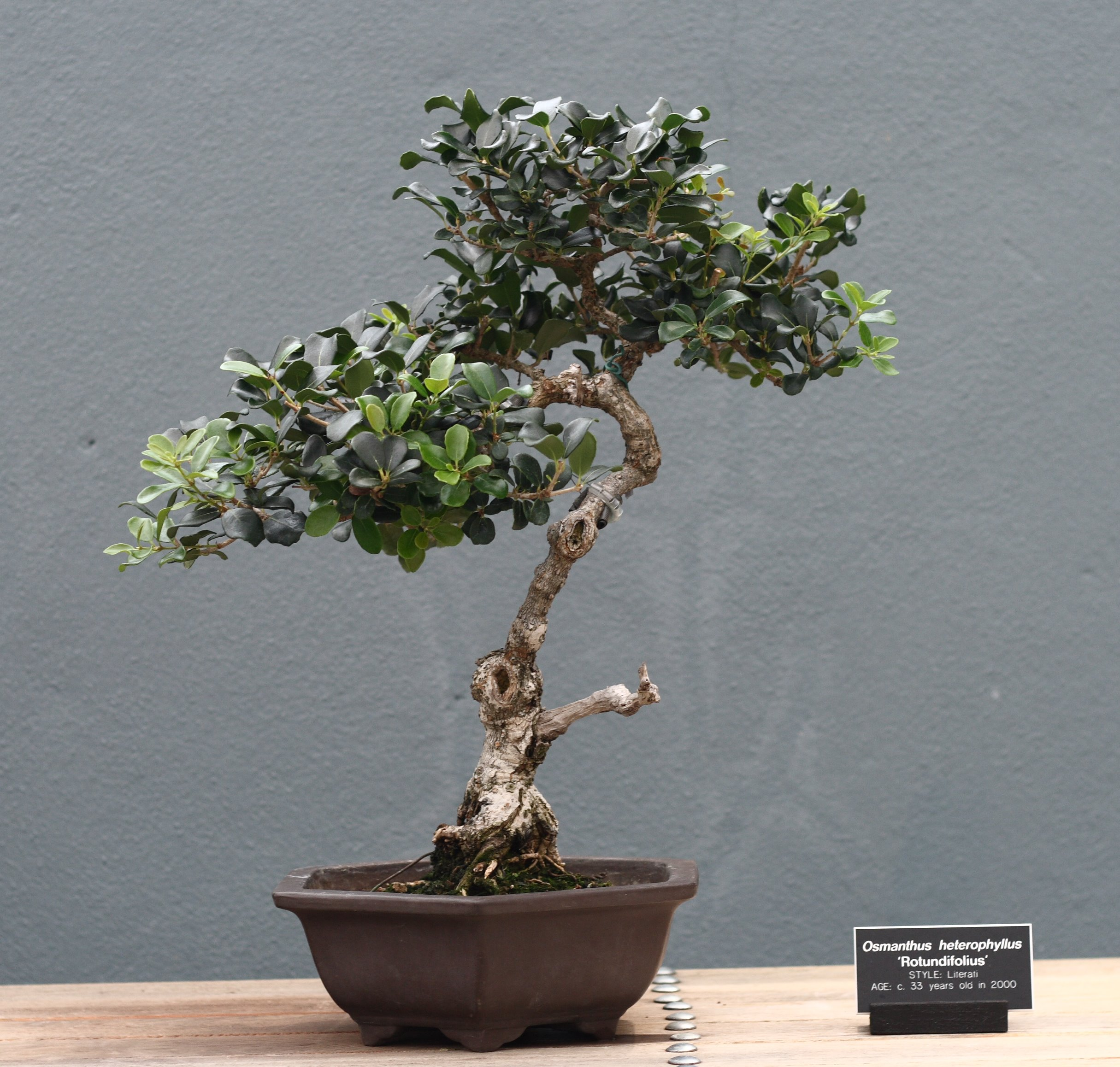
Vonokvětka cesmínolistá v kultivaru 'Rotundifolius' jako bonsai